# Draba longisiliqua
Draba longisiliqua là một loài thực vật có hoa trong họ Cải. Loài này được Schmalh. ex Akinf. mô tả khoa học đầu tiên năm 1892.